# Antoni Mendoza i Rueda
Antoni Mendoza i Rueda (Màlaga, 1811 - Barcelona, 1872) metge militar, catedràtic d'anatomia (1844) i d'anatomia quirúrgica i operacions (1846) de la facultat de Medicina de la Universitat de Barcelona. Vicepresident de la Reial Acadèmia de Medicina de Catalunya (1865-1866).
Havia estudiat medicina i cirurgia al col·legi de Sant Carles de Madrid, ingressant posteriorment al cos de sanitat militar. Va participar des d'aquesta funció militar a la primera guerra carlina a les campanyes de País Basc i Catalunya durant set anys. Després de la guerra es va instal·lar a Barcelona fins a la seva mort.
Era un professional rigorós i de mentalitat científica estava connectat amb les novetats mèdiques europees gràcies al seu domini de les llengües clàssiques i de francès, anglès, italià i alemany, a més de parlar i escriure en català, tot i els seus orígens.
A més de la seva dedicació docent, es va dedicar a la investigació de l'anestèsia per inhalació, i a la incorporació de la investigació i el treball de laboratori com a base de la patologia i la clínica quirúrgica. Va introduir com a pràctica habitual l'anàlisi microscòpic de sang, mucositats i orina, interessant-se per la micrografia.
En la seva activitat docent va ser professor de Justo Ramón Casasús, pare de Santiago Ramón y Cajal. El gener de 1847, juntament amb el catedràtic d'anatomia Josep Castells i Comas fan les primeres proves d'anestèsia utilitzant un gos com animal d'experimentació. El dia 16 de febrer de 1847, a l'Hospital de la Santa Creu, practicà la primera intervenció quirúrgica amb anestèsia a Catalunya. Es tractava d'una amputació del peu d'una dona que havia patit un traumatisme, i va utilitzar l'èter sulfúric com anestèsic. Ben aviat incorporà l'ensenyança dels procediments per evitar el dolor dins el programa de la seva assignatura i continuà aplicant l'anestèsia en totes les seves intervencions.
Va publicar Estudios clínicos de cirujia (1850-1852), on recollia les seves investigacions, a més de les memòries del seu servei hospitalari entre 1847-1848.
Impulsor de la revista "El Compilador Mèdico" (1865-1869), primer revista de la medicina de laboratori i òrgan de premsa de l'Acadèmia de Medicina. Tenia com a col·laboradors en aquesta publicació a Joan Giné i Partagàs i Bartomeu Robert i Yarzábal.